# Phyllanthus almadensis
Phyllanthus almadensis är en emblikaväxtart som beskrevs av Johannes Müller Argoviensis. Phyllanthus almadensis ingår i släktet Phyllanthus och familjen emblikaväxter. Inga underarter finns listade i Catalogue of Life.